# زهرا کاظمی
زهرا (زیبا) کاظمی (۱۹۴۸ (میلادی) – ۱۱ ژوئیه ۲۰۰۳) خبرنگار کانادایی - ایرانی تبار بود که در مسافرتی به قصد تهیه گزارش در ایران، هنگام ناآرامی‌ها و اعتراضات دانشجویی، به جرم عکس‌برداری حین تجمع برخی از خانواده‌های زندانیان در مقابل زندان اوین، بازداشت و در زندان درگذشت. او به اصرار سعید مرتضوی دادستان وقت تهران بازداشت شد، این بازداشت برخلاف نظر وزارت اطلاعات که وی را جاسوس نمی‌دانست انجام شده بود.
پرونده وی پس از گذشت سال‌ها در دستگاه قضایی جمهوری اسلامی به سرانجامی نرسید و تنها متهم پرونده نیز که یکی از کارمندان رده پایین وزارت اطلاعات بود، تبرئه شد.

## زندگی‌نامه
زهرا کاظمی در سال ۱۹۴۸م در شیراز زاده شد. در دو سالگی پدرش را از دست داد. از سال ۱۹۶۹ تا سال ۱۹۷۲ در مدرسه عالی سینما و تلویزیون در تهران تحصیل کرد. وی در سال ۱۹۷۴ برای تحصیل در رشته ادبیات و سینما به دانشگاه پاریس رفت. در سال ۱۹۸۵ دکترای خود را در رشته هنر و ادبیات از دانشگاه پاریس دریافت می‌کند. در سال ۱۹۹۳ همراه پسرش، استفان هاشمی، به کبک کانادا مهاجرت کرد. وی با نشریاتی مانند رکتو، ورسو، گازت دو فم و گلوب اند میل؛ چاپ کانادا و نیز مؤسسه عکس انگلیسی کمراپرس همکاری داشته‌است. در سال ۲۰۰۳ زهرا کاظمی در جریان یک مسافرت به عنوان خبرنگار در ایران دستگیر و در هنگام بازجویی به قتل رسید.

## دستگیری

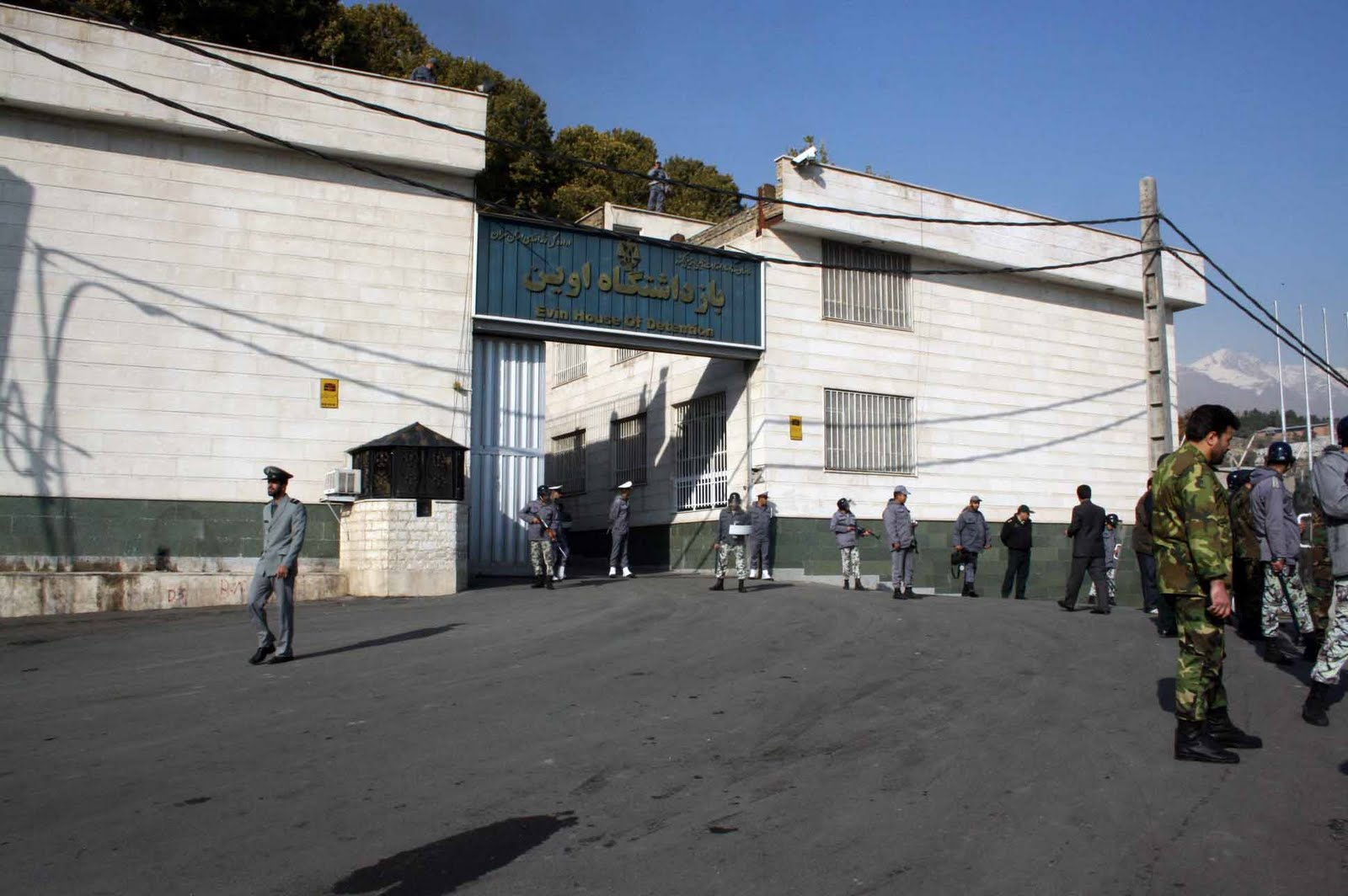
زندان اوین

پس از بازگشت از عراق در تاریخ ۲۷ خرداد ۱۳۸۲ همراه با گذرنامه ایرانی و معرفی‌نامه‌ای از سوی مؤسسه عکس انگلیسی کمرا پرس به اداره کل مطبوعات و رسانه‌های خارجی مراجعه می‌کند و درخواست تهیه عکس از زندگی روزانه مردم عادی در شهر تهران، دانشجویان و چند دانشگاه تهران و نیز کوی دانشگاه می‌کند. در تاریخ ۳۱ خرداد ۱۳۸۲ معرفی‌نامه‌ای از سوی اداره کل مذکور خطاب به نیروهای انتظامی صادر می‌شود. در این معرفی‌نامه که رونوشت آن برای معاونت ذی‌ربط در نیروی انتظامی جمهوری اسلامی ایران (ناجا) ارسال می‌شود از نیروهای انتظامی درخواست می‌شود تا همکاری‌های لازم را طبق ضوابط و مقررات با نامبرده از تاریخ ۳۱ خرداد ۱۳۸۲ تا ۷ تیر ۱۳۸۲ به عمل آورند. این معرفی نامه در تاریخ ۲ تیر ۱۳۸۲ از سوی اداره کل مطبوعات و رسانه‌های خارجی به خانم کاظمی تحویل می‌شود. وی عصر همان روز برای تهیه عکس و گزارش از خانواده‌های دانشجویان زندانی در برابر زندان اوین حضور می‌یابد و در ساعت ۱۷:۴۰ دقیقه از سوی دادستانی بازداشت می‌شود.

### بازداشت به اتهام عکس برداری از مناطق ممنوعه
در جریان ناآرامی‌ها و اعتراضات دانشجویی در خرداد ماه ۱۳۸۲ که منجر به دستگیری بسیاری از دانشجویان و ناراضیان دیگر در تهران شد، خانواده‌های آنان در ۲ تیر ۱۳۸۲ تجمع اعتراض‌آمیزی را در مقابل زندان اوین تشکیل دادند. زهرا کاظمی در این روز برای تهیه گزارش و تصویر، در این تجمع حاضر شده و اقدام به عکس‌برداری از تجمع در اطراف زندان کرد و مقابل زندان بازداشت شد.
به ادعای دادستان عمومی و انقلاب تهران، زهرا کاظمی متهم به عکس‌برداری از اماکن و مناطق ممنوعه و ارسال آن برای سرویس‌های اطلاعاتی بیگانه بوده است.

## مرگ
او در حالی که مدت ۱۸ روز در بازداشت به سر می‌برد، در ۲۰ تیر به دلایلی که مورد دعاوی زیادی بوده است، فوت می‌کند. مقامات دادستانی دلیل مرگ را غش و برخورد سر زهرا کاظمی با زمین و نهایتاً ضربه مغزی ذکر کردند. وزیر اطلاعات وقت در مصاحبه‌ای اعلام کرد که اگر کاظمی به موقع به بیمارستان منتقل می‌شد نجات پیدا می‌کرد.
مرگ زهرا کاظمی با تأیید مقامات دادستانی در ۲۵ تیر اعلام می‌شود. در پی این اتفاق دولت کانادا با دلیل این که زهرا کاظمی دارای تابعیت کانادایی بوده است، دولت و مقامات قضایی ایران را تحت فشار قرار می‌دهد تا گزارش و تحقیقی جامع از این حادثه فراهم کنند.

## علت مرگ
گرچه مرتضوی بر تصادفی بودن مرگ وی بر اثر ضربه و خون‌ریزی مغزی ناشی از «برخورد جسم سخت به سر یا برخورد سر به جسم سخت» پافشاری نمود شهرام اعظم، پزشک سابق و کارمند وزارت دفاع ایران که در سال ۲۰۰۴ ایران را ترک و از کانادا درخواست پناهندگی نمود، پس از معاینه بدن زهرا کاظمی، اعلام نمود که علایم ضرب و شتم شدید، شکنجه و تجاوز جنسی شامل: شکستگی جمجمه و بینی، له‌شدگی انگشتان پا، شکستگی انگشتهای میانی و کوچک دست راست و انگشت میانی دست چپ، کنده شدن ناخن‌های انگشتهای شست و اشاره دست، صدمات در ناحیه ریه و دنده، کبودی شدید ناحیه شکم، اندام تناسلی و پاها که حاکی از تجاوزات وحشیانه جنسی و شلاق خوردن در زمان‌های مکرر می‌باشد، نشان می‌دهد که او هنگام تحمل حبس به قتل رسیده است. وزیر امور خارجه کانادا با تأیید گزارش دکتر اعظم در کنفرانس مطبوعاتی تورنتو عنوان نمود که مسئولان کشور کانادا برای روشن شدن کامل جزئیات پرونده قتل زهرا کاظمی تلاش خواهند کرد. محمدحسین خوشوقت معاون مطبوعات خارجی وزارت ارشاد وقت دربارۀ علت مرگ کاظمی می‌گوید: «اگر در فرانسه هم كالبدشكافی می شد پزشكان فرانسوی به چیزی بیش از آن چه پزشكی قانونی در ایران رسید نمی‌رسیدند. پزشكی قانونی به این جمع بندی رسید كه سر ایشان به جسم سخت خورده یا جسم سخت به سر ایشان خورده است. اما بحث ما این بود كه این كجا و به چه شكل و چرا اتفاق افتاده است. وقتی ایشان را در زندان اوین پیاده می كنند بازجوی قبلی از آن حوالی عبور می كرده و چشمش به ایشان می افتد؛ از دور می گوید باز كه این جا آمدی؟ خانم کاظمی از صدای آن مرد می فهمد كه آن جا نه سفارت كانادا، كه زندان اوین است. داد و فریاد و بی تابی می كند كه آن جا سیلی به ایشان زده می شود؛ حالا توسط همین فرد یا فرد دیگری به ایشان زده می شود و تعادلش از دست می رود و به زمین می افتد و سرش به جدول جویی كه كنارش ایستاده بوده برخورد می كند. بدین سبب، شكاف كوچكی در جمجمه ایشان ایجاد می شود. مقداری بیحال می شود اما به ظاهر بهبود می یابد. در آن زمان، عوارض و نشانه های ضربه مغزی اصلا مشاهده نمی شده اما از محل آن شكستگی مختصر و مویین، خون آرام آرام وارد محوطه مغز می شود و فشار داخل مغز را افزایش می دهد. چند روزی طول می كشد تا فشار داخل جمجمه به حدی برسد كه ایشان بی حال و به بیمارستان منتقل شود و در بیمارستان به كما برود. گزارش هایی كه در كمیته رییس جمهور داده می شد بیان می كرد كه ابتدا، هم در بهداری و هم در بیمارستان بقیه الله تصور بر این بوده است كه ایشان ناراحتی گوارشی دارد. اما وقتی ایشان به كما می رود متوجه می شوند مشكل مغزی بوده است. ایشان در بیمارستان حالت تهوع و بیحالی داشته است. وقتی به كما می رود اسكن مغزی می شود. آن جا متوجه می شوند مشكل مغزی است نه گوارشی. در سی تی اسكن می بینند یك ترك باریكی در جمجمه ایشان ایجاد شده است. آن طور كه به خاطر دارم، ایشان ۱۵ روز در كما بوده و سپس دار فانی را وداع گفته است.»

### سعید مرتضوی
کمیته بررسی و تحقیق مجلس ششم در مورد قتل زهرا کاظمی در گزارش خود قاضی مرتضوی را به عنوان متهم ردیف اول این پرونده معرفی کرده و حتی برخی از نمایندگان خواستار برکناری او شدند.
محسن آرمین نماینده مجلس ششم و عضو این کمیته ویژه از تریبون مجلس گفت: «مرتضوی پس از دو روز بازجویی از زهرا کاظمی به دلیل نامعلومی این خبرنگار را به نیروی انتظامی تحویل داده که پس از آن زهرا کاظمی به بازجویان نیروی انتظامی گفته بود که او را به هنگام بازجویی در دادستانی از ناحیه سر مورد ضرب و جرح قرار داده‌اند. من می‌دانم قاضی مرتضوی در سطحی نیست که بتواند بدون پشتوانه دست به چنین اقداماتی بزند، اما این اعمال خودسرانه و غیر مسئولانه در صورت سکوت و مسامحه قطعاً در این حد باقی نخواهد ماند.»

## گزارش دولت ایران
سید محمد خاتمی نیز ۴ نفر از وزیران (وزیر دادگستری، وزیر فرهنگ و ارشاد اسلامی، وزیر کشور و وزیر اطلاعات) را مأمور رسیدگی و بررسی این پرونده کرده و خواستار ارائه گزارشی از این ماجرا شد. این اقدام در اثر فشار دولت کانادا صورت گرفته بود، اما ابعاد مهمی از ماجرا را روشن کرد. در گزارش هیئت ویژه رئیس‌جمهور آمده بود:
«زهرا کاظمی در تاریخ ۲ تیر ۱۳۸۲ با یک عدد دوربین عکاسی در حال عکسبرداری از تجمع خانواده‌های زندانیان ناآرامی‌های خردادماه در مقابل زندان اوین و منطقه با علامت عکسبرداری ممنوع بوده که به داخل نگهبانی زندان هدایت و با حضور دو نفر از قضات از وی توضیح خواسته می‌شود. مطابق این گزارش نامبردگان از خانم زهرا کاظمی می‌خواهند معرفی نامه وزارت ارشاد، دوربین و فیلم‌های خود را برای بازبینی تحویل دهد و زندان را ترک کند و روز بعد برای دریافت لوازم خویش مراجعه کند. اما وی از این امر سرباز می‌زند و اظهار می‌دارد که می‌خواهد با مسئولیت خود، در کنار لوازم خویش در زندان باقی بماند. سپس خانم کاظمی فیلم داخل دوربین را خارج می‌کند و آن را در برابر نور، سیاه می‌نماید و فیلم دیگر خود را نیز به همین نحو سیاه می‌کند.»
همچنین بر اساس این گزارش، زهرا کاظمی ۲۱ ساعت اول در اختیار دادسرا و زندان، ۲۶ ساعت در اختیار ناجا، ۴ ساعت در اختیار دادسرا و ۲۶ ساعت در اختیار وزارت اطلاعات قرار داشته‌است و ضرب دیدگی جمجمه (۵ تیر ۱۳۸۲ یا حداکثر ۲۴ ساعت قبل از آن) نیز در زمانی صورت گرفت که زهرا کاظمی در اختیار وزارت اطلاعات قرار داشته‌است.
محمدحسین خوشوقت فرزند ارشد آیت الله عزیزالله خوشوقت که در آن زمان معاونت مطبوعات خارجی وزارت ارشاد را داشت حاضر به همکاری با مرتضوی برای جاسوس خواندن زهرا کاظمی نشد. وی در مصاحبه ای با پروژه تاریخ شفاهی ایران در سال ۱۳۹۷ گفت که بر اساس گزارش هیئت ویژه رئیس‌جمهور (سید محمد خاتمی) کاظمی بر اساس سیلی یک مأمور سرش به جدول برخورد می‌کند و دچار ترک می‌شود که به کما رفتن و درگذشت وی انجامید. وی دربارهٔ نقش مرتضوی در این پرونده گفت:
آقای مرتضوی گفت: «این خانم اعتراف کرده که جاسوس آمریکا و انگلیس است و علاوه بر جاسوسی، در پوشش کار خبری، آمده‌است تا ببیند آیا اصلاح طلبان، آن یک میلیون دلاری که سی آی ای به آن‌ها پرداخته‌است، درست خرج کرده‌اند یا نه؟!» با این مطلبی که مرتضوی گفت بعید هم نیست می‌خواسته به اصطلاح، فیلی هوا کند! وقتی دادستان پایتخت جمهوری اسلامی ایران، چنین فردی با تمام خصوصیاتی که از او سراغ داریم، باشد، این نشان دهنده یک بیماری جدی در سیستم است؛ سیستمی که ایشان را تا این حد بالا می‌کشد، از مشکل و نقصی جدی برخوردار است که باید مرتفع شود… آقای مرتضوی به خاطر وحشتی که در دل‌ها ایجاد کرده بود تصور می‌کرد که من در برابر او نخواهم ایستاد؛ اما این بار اشتباه کرده بود.

## دادگاه قاتل زهرا کاظمی
یک سال پس از آن قوه قضائیه محمدرضا اقدم احمدی، ۴۲ ساله و کارمند وزارت اطلاعات جمهوری اسلامی ایران را تحت عنوان «قتل شبه عمد» زهرا کاظمی محکوم کرد اما او خود را از اتهامات مبری دانست و با اعتراض وی به رأی دادگاه و نقض حکم در مرجع تجدیدنظر، در نهایت وی به دلیل «فقدان مدرک برای اثبات اتهامات» تبرئه شد.

## اظهارات وزیر اطلاعات دولت خاتمی
علی یونسی، وزیر اطلاعات دولت محمد خاتمی در مصاحبه با روزنامه ایران، به تاریخ یکشنبه 6 اسفند 1396، گفت که زهرا کاظمی برای مقاومت برای تحویل اشیای خود به مامور، از طرف مامور اطلاعات نیروی انتظامی مورد ضرب و جرح قرار می گیرد و سرش به جدول خیابان اصابت می کند که منجر به خونریزی مغزی او می گردد. یونسی همچنین می گوید که اگر زهرا کاظمی را به موقع به بیمارستان می رساندند، او زنده می ماند.